# Kiangara (Tanzania)
Kiangara è una circoscrizione rurale (rural ward) della Tanzania situata nel distretto di Liwale, regione di Lindi. Conta una popolazione di 4 309 abitanti (censimento 2012).